# Bertil Ohlin
Bertil Ohlin (Klippan, Suècia 1899 - Estocolm 1979) fou un economista, polític i professor universitari suec guardonat amb el Premi del Banc de Suècia de Ciències Econòmiques l'any 1977. També va ser líder del Partit Popular, un partit social-liberal que aleshores era el major partit d'oposició al governant Partit Socialdemòcrata, de 1944 a 1967. Va exercir breument com a ministre de Comerç i Indústria de 1944 a 1945 al govern de coalició suec durant la Segona Guerra Mundial. Va ser president del Consell Nòrdic el 1959 i el 1964.
El nom d'Ohlin perdura en un dels models matemàtics estàndard del lliure comerç internacional, el model Heckscher-Ohlin, que va desenvolupar juntament amb Eli Heckscher. Va ser guardonat conjuntament amb el Premi Nobel de Ciències Econòmiques el 1977 juntament amb l'economista britànic James Meade «per la seva contribució innovadora a la teoria del comerç internacional i els moviments internacionals de capital».

## Biografia
Va néixer el 23 d'abril de 1899 a la població sueca de Klippan, situada al comtat d'Escània. Es va criar a Klippan, amb set germans, on el seu pare Elis era funcionari i agutzil. La seva mare Ingeborg el va influir amb les seves opinions liberals d'esquerra sobre la societat, amb l'associació nòrdica i Karl Staaff com a model a seguir. Va rebre la seva llicenciatura a la Universitat de Lund l'any 1917 als 18 anys i el màster de l'Escola d'Economia d'Estocolm el 1919. Va estudiar economia a la Universitat de Lund, on es graduà el 1917, i després de realitzar un postgrau a la Universitat Harvard el 1923, realitzà el doctorat a la Universitat d'Estocolm el 1924. El 1925, fou nomenat professor a la Universitat de Copenhaguen, el 1929 de la d'Estocolm, i el 1930 succeí Eli Filip Heckscher com a professor d'economia a la Stockholm School of Economics. El 1929, va debatre amb John Maynard Keynes i va contradir l'opinió d'aquest últim sobre les conseqüències dels grans pagaments de reparacions de guerra imposats a Alemanya. (Keynes va predir una guerra causada per la càrrega del deute, però Ohlin va pensar que Alemanya es podia permetre les reparacions.) El debat va ser important en la teoria moderna dels pagaments internacionals unilaterals.
El 1937, Ohlin va passar mig any a la Universitat de Califòrnia, Berkeley, com a professor visitant. També va treballar com a expert extern per a l’Organització Econòmica i Financera de la Societat de Nacions, juntament amb Oskar Morgenstern i Jacques Rueff, donant suport al treball de l'EFO sobre les depressions econòmiques a finals dels anys trenta.
Més tard, Ohlin i altres membres de l'escola d'Estocolm van ampliar l'anàlisi econòmica de Knut Wicksell per produir una teoria de la macroeconomia anticipant el keynesianisme.
Ohlin va ser líder del partit del Partit Popular liberal de 1944 a 1967, el principal partit d'oposició als governs socialdemòcrates de l'època, i de 1944 a 1945 va ser ministre de Comerç i Indústria en el govern de guerra. La seva filla Anne Wibble, representant del mateix partit, va exercir com a ministra de Finances de 1991 a 1994.
El 2009, un carrer adjacent a l'Escola d'economia d'Estocolm va rebre el nom d'Ohlin: Bertil Ohlins Gata.
Va morir el 3 d'agost de 1979 a la seva residència d'Estocolm.

## Recerca econòmica
El 1929 va debatre amb John Maynard Keynes sobre les conseqüències dels alts pagaments de les reparacions de la guerra imposats a Alemanya. Mentre Keynes va predir una guerra causada per l'alta càrrega del deute, Ohlin defensà la capacitat alemanya de pagar el deute estipulat.
El 1933 Ohlin va publicar una obra que el va fer reconegut mundialment, Comerç Interregional i Internacional. Ohlin hi va construir una teoria econòmica del comerç internacional a partir de treballs anteriors de Heckscher i la seva pròpia tesi doctoral. Ara es coneix com el model Heckscher-Ohlin, un dels models estàndard que fan servir els economistes per debatre la teoria del comerç.
El model va ser un avenç perquè va mostrar com l'avantatge comparatiu podria relacionar-se amb les característiques generals del capital i el treball d'un país, i com aquestes característiques podrien canviar amb el temps. El model va servir de base per a treballs posteriors sobre els efectes de la protecció sobre els salaris reals, i ha estat fructífer en la producció de prediccions i anàlisis; el mateix Ohlin va utilitzar el model per derivar el teorema de Heckscher-Ohlin, que prediu que els països amb abundant capital exporten béns intensius en capital, mentre que els països amb abundant mà d'obra exporten béns intensius en mà d'obra.
El teorema de Heckscher-Ohlin, que es conclou a partir del model de comerç internacional de Heckscher-Ohlin, afirma: el comerç entre països és proporcional a les seves quantitats relatives de capital i treball. Als països amb abundància de capital, les taxes salarials solen ser elevades; per tant, els productes que requereixen mà d'obra, com ara tèxtils, electrònica senzilla, etc., són més costosos de produir internament. En canvi, els productes de gran intensitat de capital, com ara automòbils, productes químics, etc., són menys costosos de produir internament. Els països amb grans quantitats de capital exportaran productes intensius en capital i importaran productes intensius en mà d'obra amb els ingressos. Els països amb grans quantitats de mà d'obra faran el contrari.
S'han de complir les condicions següents:
- Els principals factors de producció, és a dir, el treball i el capital, no estan disponibles en la mateixa proporció als dos països.
- Els dos béns produïts requereixen més capital o més mà d'obra.
- El treball i el capital no es mouen entre els dos països.
- No hi ha costos associats amb el transport de mercaderies entre països.
- Els ciutadans dels dos països comercials tenen les mateixes necessitats.

La teoria no depèn de les quantitats totals de capital o treball, sinó de les quantitats per treballador. Això permet als països petits comerciar amb països grans especialitzant-se en la producció de productes que utilitzen els factors més disponibles que el seu soci comercial. La hipòtesi clau és que el capital i el treball no estan disponibles en les mateixes proporcions als dos països. Això condueix a l'especialització, que al seu torn beneficia el benestar econòmic del país. Com més gran sigui la diferència entre els dos països, més gran serà el guany de l'especialització.
Wassily Leontief va fer un estudi de la teoria que semblava invalidar-la. Va assenyalar que els Estats Units tenien molt capital; per tant, hauria d'exportar productes intensius en capital i importar productes intensius en mà d'obra. En canvi, va trobar que exportava productes que utilitzaven més mà d'obra que els productes que importava. Aquesta troballa es coneix com la paradoxa de Leontief.
El 1977 fou guardonat amb el Premi del Banc de Suècia de Ciències Econòmiques, juntament amb James Meade, per demostrar els efectes de la política econòmica en el comerç exterior i analitzar els problemes d'estabilització en les economies obertes.

## Obra seleccionada

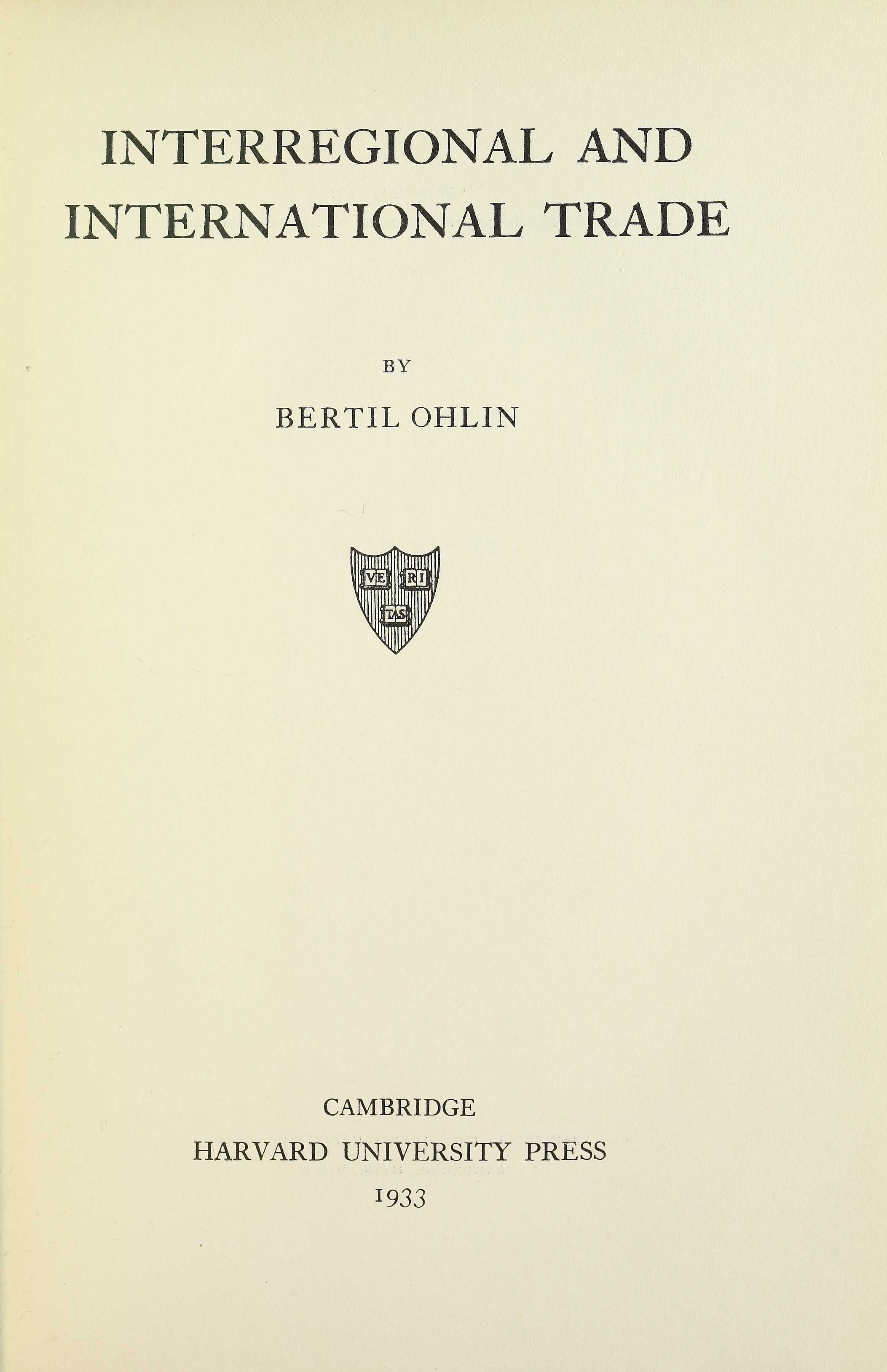
Interregional and international trade, 1933

- Ohlin B. Comerç interregional i internacional // Fites del pensament econòmic. T 6. Economia Internacional / ed. A. P. Kireeva - M.: TEIS, 2006. P.174-187. — ISBN 5-7598-0439-1
- Teoria de Ohlin B. Handelns. Estocolm, 1924
- Ohlin B. Sæt produktionen i gang, 1927
- The German Reparations Problem, 1930
- Ohlin B. La causa i les fases de la depressió econòmica mundial. Informe presentat a l'Assemblea de la Societat de Nacions Ginebra: Secretariat de la Societat de Nacions; 1931
- Interregional and International Trade. 1933
- Ohlin B. Utrikeshandel och handelspolitik, 1:a uppl. 1934, 8 rev. 1965
- Ohlin B. Penningpolitik, offentliga arbeten, subventioner och tullar som medel mot arbetslöshet, Arbetslöshetsutredningen (1927), SOU 1934:12, 1934
- Ohlin B. Fri eller dirigerad ekonomi, 1936
- Mechanisms and Objectives of Exchange Controls, 1937
- Ohlin B. Teories alternatives de la taxa d'interès, 1937
- The Problem of Employment Stabilization, 1949
- Theorie der internationalen Wirtschaftsbeziehungen ('Teoria de les relacions econòmiques internacionals') amb K. Rose, 1956
- Ohlin B. Liberal utmaning, 1963
- Ohlin B. Obekvama fakta, 1971
- Ohlin B. Bertil Ohlins Memoarer. Vol. 1-2. Estocolm, 1972, 1975
- Ohlin B. L'economia de mercat i el tercer món: és possible una alternativa liberal? //Els rics i els pobres. Un Col·loqui Internacional/eds. Wirmark D. - Estocolm, 1975
- Ohlin B. Alguns aspectes de les relacions entre els moviments internacionals de mercaderies, els factors de producció i la tecnologia. Simposi Nobel, juny de 1976
- Ohlin B. L'assignació internacional de l'activitat econòmica. Actes d'un Simposi Nobel. Londres, 1977
- Ohlin B. Alguns comentaris sobre el keynesianisme i la teoria sueca de l'expansió abans de 1935 i Keynes, Cambridge i la teoria general / vermell. Patkin & Leith, 1977
- Simposi Ohlin B. A Bertil Ohlin. Durham, 1978 // Història de l'economia política. 1978. Vol. 10.No. 3, pàgines 352-506.

## Premis i condecoracions
- Comandant Gran Creu de l'Orde de l'Estrella Polar (4 de juny de 1965) Sköldenberg. Sveriges statskalender. 1969 (en suec).  Stockholm: Fritzes offentliga publikationer, 1969, p. 152. LIBRIS.